# Conforto ambiental
Conforto ambiental é um termo que descreve um estado de satisfação do ser humano em um determinado espaço. Estar em conforto ambiental significa que o espaço proporciona boas condições psicológicas, higrotérmicas, acústicas, visuais, de qualidade do ar e ergonômicas para a realização de uma tarefa humana, seja de lazer, trabalho, descanso ou estudo. Na arquitetura, uma das principais diretrizes do projeto é prever espaços e edificações com condições satisfatórias para o conforto ambiental, ou seja, que permitam a melhor relação do homem com o espaço.
Dentre os diversos aspectos do conforto ambiental, tem-se como requisitos físicos do espaço aqueles que estão ligados ao conforto higrotérmico, conforto acústico, conforto visual, qualidade do ar e ergonomia. Além disso, há uma busca subjetiva de conforto pelo homem em relação ao espaço, ao qual chama-se conforto psicológico.
A ferramenta que o ser humano possui para identificar seu estado de conforto ambiental é o sistema sensorial, que através das relações de sinestesia dos sentidos consegue perceber o espaço circundante.

## Conforto higrotérmico
A busca pelo conforto higrotérmico se dá pela busca das condições ideias de umidade e temperatura em determinado ambiente, e relacionado à atividade desempanhada naquele espaço. Um dos métodos mais utilizados para o cálculo destes parâmetros é o PMV/PPD, que define estatisticamente uma faixa de conforto em que a maioria das pessoas se sentem confortáveis.

## Aplicação
A adequação dos espaços a partir das necessidade de conforto ambiental foi e é tema de pesquisas científicas ao longo dos anos, e como resultado tem-se hoje parâmetros quantitativos considerados satisfatórios, ao menos para a média da população, para cada necessidade de conforto humano em espaços construídos. A tabela a seguir dá acesso a normas que servem de referência para legislações específicas municipais e federais além de serem base a certificação ambiental de edifícios brasileiros.
| Necessidades          | Normas                                             |
| --------------------- | -------------------------------------------------- |
| Conforto higrotérmico | NR 15-Anexo 3; NBR 15220; ISO 7730; ASHRAE 55:2013 |
| Conforto acústico     | NBR 10152; NBR 12179                               |
| Conforto visual       | NBR 5413                                           |
| Qualidade do ar       | Resolução RE nº 9                                  |
| Ergonomia             | NR 17; NBR 9050                                    |

## Discussões

### Conforto Ambiental, Sustentabilidade e Eficiência energética
Termos que normalmente são associados entre si no ramo da arquitetura e construção civil, apresentam conceitos diferentes e que não devem ser confundidos.
Enquanto o conforto ambiental trata das condições físicas e psicológicas do ambiente percebidas pelo corpo humano, o termo sustentabilidade, na construção, é um termo muito mais abrangente, que envolve o uso racional dos recursos da construção, o impacto ambiental, a qualidade e durabilidade das construções, o atendimento aos níveis de conforto ambiental exigidos, a eficiência energética da edificação, a gestão dos recursos do edifício e o desmonte ou reúso dos materiais, tendo melhor análise com a ferramenta de Análise ou Avaliação de Ciclo de Vida (ACV). Os níveis de sustentabilidade em um empreendimento podem ser medidos através dos selos de certificação ambiental.
A eficiência energética está, portanto, assim como o conforto ambiental, compondo qualidades daquilo que é visto como sustentável.